# Бетсаида
Бетсаида (Bethsaida; на арамейски: bet sajda, בית צידה beth-tsaida; „къща на риболова или лова“) е израелски град в древен Голан (Gaulanitis) на брега на Галилейското езеро.
Градът е познат като родно място на апостолите Петър, Андрей, Яков и Филип. 
Руините на града са открити от Баргил Пикснер при разкопки през 1987 г. на хълма Ет-Тел.
Ет-Тел се намира северно от Галилейското езеро на мястото, където река Йордан се влива в езерото и е на 1,5 км от сегашния бряг и с площ около 80 000 квадратни метра.
При разкопките 1987 и 1989 г. се разбира, че е населяван още през ранната Бронзова епоха (ок. 3300 - 2300 пр.н.е.), през Желязната епоха (1000 - 587 пр.н.е.) и през елинистко-римския период (336 – 30 пр.н.е.).
Бетсаида вероятно е основан през 1000 пр.н.е. и е столица на царството Гесхур. Намерени са остатъци от стени, широки до 6 метра. Асирийският цар Тиглатпаласар III завладява града през 734 пр.н.е.
Йосиф Флавий пише, че тетрархът Филип (Herod Philip I) преименува града през 30/31 г. на Юлия-Ливия в чест на съпругата на Август и построява храм за честване на Юлия Ливия.
В Новия завет се споменава като Bethsaida Julias.